# Jerome Randle
Pour les articles homonymes, voir Randle.
Jerome J. Randle né le 21 mai 1987 à Chicago, illinois est un joueur américain de basket-ball jouant au poste de meneur.
En février 2016, il rejoint le Žalgiris Kaunas où il signe un contrat jusqu'à la fin de la saison.
Le 1er mars 2017 , il rejoint le Limoges Cercle Saint-Pierre où il signe un contrat jusqu'à la fin de saison.
Le 18 janvier 2023, il rejoint l'Union sportive monastirienne.

## Palmarès

### Clubs
- Champion de Tunisie : 2023
- Coupe de Tunisie : 2023